# Miltochrista postnigra
Miltochrista postnigra là một loài bướm đêm thuộc phân họ Arctiinae, họ Erebidae.